# 高國輝
高 國輝（ガオ・グォーフェイ、1985年9月26日 - ）は、台湾（中華民国）の花蓮県出身の元プロ野球選手（外野手）。旧名は、羅 國輝（ろう こくき）。
祖父は元中華民国国軍の軍人、母はアミ族。弟の羅國華は元中信兄弟所属、羅國龍は統一ライオンズ、高國麟は富邦ガーディアンズ所属のプロ野球選手である。

## 経歴

### マリナーズ傘下時代
2006年にシアトル・マリナーズと契約、プロとしてのキャリアをスタートさせた。この年はA級でプレーした。
2008年は北京オリンピックの野球チャイニーズタイペイ代表に選出された。中国戦でホームランを打っている。
2010年はマリナーズのAA級まで昇格したが、輝かしい成績を残せないままシーズンを終えてしまった。オフの11月に開催された広州アジア競技大会の野球チャイニーズタイペイ代表に選出された。

### 義大・富邦時代

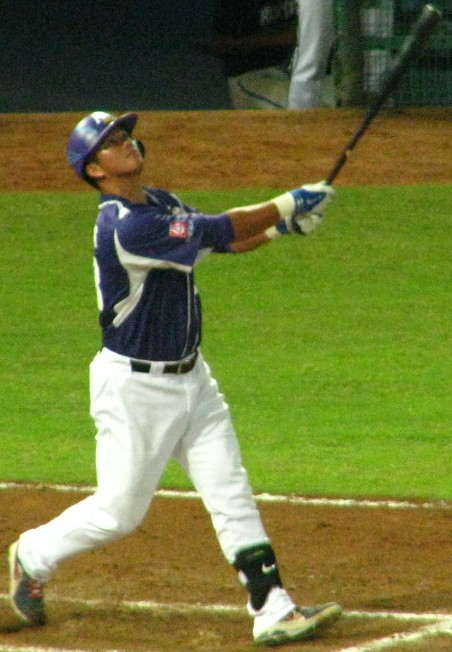
2014年7月19日

2012年は、シアトル・マリナーズ傘下AA級チームで目立った成績を残せていないため、ドラフトでCPBLのどの球団からも1巡目で指名されず、2巡目で義大ライノズ （後の富邦ガーディアンズ）に指名をされた。
2013年はリーグ2位の14本塁打、リーグ2位の打率.350、リーグ1位のOPS.977を記録した。
2014年は故障のためわずか52試合の出場にとどまったが、18本の本塁打を放ち本塁打王に輝いた。
2015年は5月15日の統一ライオンズ戦で初のサヨナラヒットを打った。9月11日の中信兄弟戦ではキャリア3本目となる満塁ホームランを放ち、CPBL史上3番目の早さ（96試合）でシーズン30本塁打に到達した。同月26日の統一ライオンズ戦ではCPBL史上最多となる34本塁打マーク。最終的には39本塁打を記録し、2年連続の本塁打王を獲得した。同月30日に2015 WBSCプレミア12 チャイニーズタイペイ代表に選出された。
2016年開幕前の1月29日に「侍ジャパン強化試合 日本 vs チャイニーズタイペイ」のチャイニーズタイペイ代表27名に選出された。シーズンに入ると林智勝と並ぶ34本塁打を記録し、規定により打数の少ない高がCPBL史上初となる3年連続で本塁打王を獲得した。
2017年1月23日に2017 ワールド・ベースボール・クラシック・チャイニーズタイペイ代表に選出された。7月8日のオールスターゲームでは9番・左翼手で先発出場するが、怪我を負っていたため守備だけに就き打席には入らなかった。同月25日に左手の手術が終わり、リハビリを開始した。9月23日の中信兄弟戦で復帰し決勝打を放った。最終的にキャリア最少となる25試合出場に留まった。
2018年4月7日のLamigoモンキーズ戦で左膝を負傷し、登録抹消した。5月5日のLamigoモンキーズ戦ではプロ初のサヨナラホームランを記録した。同月13日のLamigoモンキーズ戦では左翼手で出場し、王柏融のフェンス際の打球にジャンピングキャッチをした際、ボールを弾きスタンドに入れてしまい、ホームランとなった。7月7日のオールスターホームラン競争に選出されるも、左腹部の違和感で出場を辞退した。
2020年7月18日の楽天モンキーズ戦で4番の高國輝がホームランを放つと、5番打者の弟・高國麟が直後の打席でホームランを放ち、CPBL史上初となる兄弟で連続ホームランを達成した。8月12日の楽天モンキーズ戦でCPBL史上初となる代打サヨナラ満塁本塁打を記録した。10月6日の統一ライオンズではCPBL史上7人目かつ史上最速となる通算150本塁打を達成した。最終的には97試合に出場し、4年ぶりの2桁となる25本塁打や70打点を記録しカムバック賞を受賞した。後期に限ってはホームランを17本放った。
2021年4月30日の統一ライオンズ戦で左翼手として打球を追った際に、左脹脛を痛め途中交代をした。翌日に一軍登録を抹消となった。
2023年限りで現役を引退した。
2024年からは、富邦でコーチを務める。

## 選手としての特徴
飛球をよく打ち、フライアウト数は2015年、2016年連続リーグ1位となった。

## 詳細情報

### 年度別打撃成績
| 年 度      | 球 団      | 試 合 | 打 席 | 打 数 | 得 点 | 安 打 | 二 塁 打 | 三 塁 打 | 本 塁 打 | 塁 打 | 打 点 | 盗 塁 | 盗 塁 死 | 犠 打 | 犠 飛 | 四 球 | 敬 遠 | 死 球 | 三 振 | 併 殺 打 | 打 率 | 出 塁 率 | 長 打 率 | O P S |
| ---------- | ---------- | ----- | ----- | ----- | ----- | ----- | -------- | -------- | -------- | ----- | ----- | ----- | -------- | ----- | ----- | ----- | ----- | ----- | ----- | -------- | ----- | -------- | -------- | ----- |
| 2013       | 義大 富邦  | 102   | 398   | 357   | 60    | 125   | 31       | 2        | 14       | 202   | 65    | 5     | 3        | 1     | 2     | 34    | 0     | 4     | 45    | 8        | .350  | .411     | .566     | .977  |
| 2014       | 義大 富邦  | 52    | 220   | 188   | 43    | 58    | 14       | 0        | 18       | 126   | 57    | 6     | 0        | 0     | 0     | 26    | 3     | 3     | 42    | 4        | .309  | .409     | .670     | 1.079 |
| 2015       | 義大 富邦  | 120   | 545   | 485   | 107   | 157   | 29       | 1        | 39       | 305   | 110   | 7     | 3        | 0     | 6     | 43    | 3     | 8     | 77    | 9        | .324  | .387     | .629     | 1.016 |
| 2016       | 義大 富邦  | 104   | 451   | 392   | 88    | 112   | 24       | 2        | 34       | 242   | 104   | 6     | 2        | 0     | 5     | 49    | 0     | 5     | 69    | 9        | .286  | .368     | .617     | .985  |
| 2017       | 義大 富邦  | 25    | 103   | 93    | 9     | 19    | 7        | 0        | 3        | 35    | 13    | 0     | 0        | 0     | 1     | 9     | 0     | 0     | 20    | 2        | .204  | .272     | .376     | .648  |
| 2018       | 義大 富邦  | 62    | 243   | 198   | 24    | 50    | 12       | 0        | 9        | 89    | 38    | 3     | 1        | 0     | 3     | 40    | 0     | 2     | 52    | 8        | .253  | .379     | .449     | .828  |
| 2019       | 義大 富邦  | 50    | 176   | 160   | 24    | 50    | 16       | 0        | 9        | 93    | 29    | 1     | 0        | 0     | 1     | 15    | 0     | 0     | 46    | 1        | .312  | .369     | .581     | .950  |
| 2020       | 義大 富邦  | 97    | 381   | 343   | 59    | 104   | 26       | 0        | 25       | 205   | 70    | 3     | 0        | 0     | 5     | 31    | 1     | 1     | 86    | 7        | .303  | .358     | .598     | .956  |
| 2021       | 義大 富邦  | 79    | 268   | 243   | 32    | 56    | 20       | 1        | 12       | 114   | 42    | 1     | 0        | 0     | 5     | 19    | 0     | 1     | 68    | 2        | .230  | .284     | .469     | .753  |
| 2022       | 義大 富邦  | 38    | 101   | 96    | 6     | 18    | 6        | 0        | 4        | 36    | 13    | 0     | 0        | 0     | 0     | 5     | 0     | 0     | 22    | 1        | .188  | .228     | .375     | .603  |
| 2023       | 義大 富邦  | 38    | 121   | 110   | 9     | 23    | 7        | 0        | 4        | 42    | 14    | 1     | 0        | 0     | 0     | 10    | 0     | 1     | 30    | 1        | .209  | .281     | .382     | .663  |
| 通算：11年 | 通算：11年 | 767   | 3007  | 2665  | 461   | 772   | 192      | 6        | 171      | 1489  | 555   | 33    | 9        | 1     | 28    | 288   | 7     | 25    | 557   | 52       | .290  | .361     | .559     | .920  |

- 各年度の赤太字はリーグ歴代最高、太字はリーグ最高

### タイトル
- 本塁打王：3回（2014年 - 2016年）

### 表彰
- ベストナイン：3回（外野手部門：2013年、2015年、2016年）
- 月間MVP：4回（野手部門：2014年9月・10月、2015年5月、2015年10月、2016年7月）
- カムバック賞：1回（2020年）

### 記録
- オールスターゲーム出場：5回（2013年、2015年 - 2018年）

### 背番号
- 28 （2013年 - ）

### 代表歴
- 2008年北京オリンピック野球チャイニーズタイペイ代表
- 2010年アジア競技大会野球チャイニーズタイペイ代表
- 2013 ワールド・ベースボール・クラシック予選 チャイニーズタイペイ代表
- 2015 WBSCプレミア12 チャイニーズタイペイ代表
- 2017 ワールド・ベースボール・クラシック・チャイニーズタイペイ代表